# Stellan Nilsson
Stellan Nilsson (22. maj 1922 – 2003) var en svensk fodboldspiller, der som midtbanespiller på Sveriges landshold var med til at vinde guld ved OL i 1948 og bronze ved VM i 1950. I alt nåede han at spille 17 landskampe og score fire mål.
Nilsson spillede på klubplan primært i hjemlandet hos Malmö FF. Han havde også ophold i Italien hos Genoa samt i Frankrig hos både Angers SCO og Olympique Marseille.